# Baumholder Army Airfield

i7
i11
i13
Das Baumholder Army Airfield (ICAO-Code: ETEK) ist ein Militärflugplatz der US Army auf dem NATO-Truppenübungsplatz Baumholder in der Nähe von Baumholder im westlichen Rheinland-Pfalz.
Es befindet sich knapp 1,5 km von der Ortsmitte des Ortes Reichenbach und etwa 5 km nördlich von Baumholder.
Der Flugplatz besitzt eine 572 m lange asphaltierte Start- und Landebahn in der Ausrichtung 07/25. Auf dem Flugplatzgelände befinden sich zwei Hangars und ein Tower. Der Flugplatz wird von der 1st Armored Division betrieben.

## Nutzung

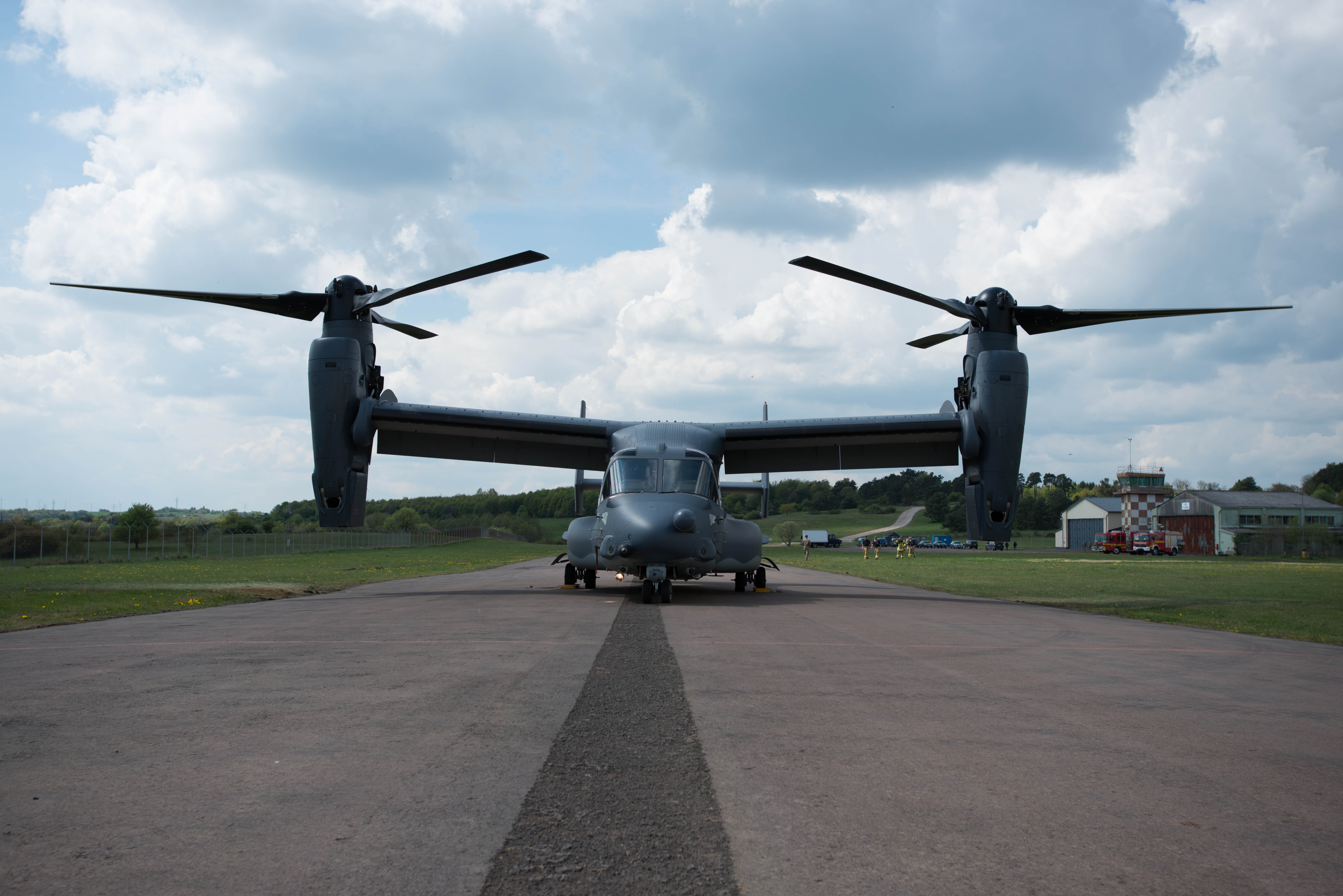
Ein „Osprey“ auf der Landebahn in Baumholder

Derzeit (Stand 2016) landen auf dem Flugplatz hauptsächlich Bell-Boeing V-22, verschiedene Hubschrauber und kleine Überwachungsdrohnen wie die RQ-11 „Raven“, die senkrecht starten können oder nur sehr wenig Platz zum Abheben benötigen. Größere Flugzeuge können wegen der vergleichsweise kurzen Landebahn nicht in Baumholder landen, sondern müssen nach Ramstein ausweichen.